# Институт физики НАН Азербайджана
Институт физики НАН Азербайджана  — азербайджанское научно-исследовательское учреждение, входящее в структуру институтов Отделения физико-математических и технических наук Национальной академии наук Азербайджана.

## История
В 1945 году на базе сектора физики Азербайджанского отделения Закавказского филиала Академии наук СССР был создан Институт физики и математики. В 1959 году на его базе были организованы самостоятельные Институт физики и Институт математики и механики. С 1957 по 1993, директором Института физики и математики, а затем Института физики был академик Гасан Абдуллаев, в честь которого назвали институт после его смерти.
Полное наименование — «Институт физики Национальной академии наук Азербайджана имени академика Абдуллаева».

## Деятельность
Направления исследований:
- физика твёрдого тела, техника и физические основы оптоэлектроники,
- ядерная физика,
- физико-технические проблемы энергетики.

### Научные результаты
В обзоре достижений физики в СССР в 1970-е — начале 1980-х годов академик Прохоров выделил в качестве результатов института исследования селена и полупроводниковых приборов на его основе, получение неизвестных ранее групп полупроводниковых соединений, разработку методов интерпретации аэрокосмической информации в рамках исследований по проблеме изучения Земли из космоса.

## Руководство
С 2013 года исполняющий обязанности директора — Назим Тимур оглы Мамедов — доктор физико-математических наук, профессор физики.

## Структура
В структуру института входят лаборатории:
- явления переноса в полупроводниках
- узкозонных полупроводников и высокотемпературных сверхпроводников
- наноструктур в полупроводниках
- структур и структурных превращений
- теории твёрдого тела
- резонансных явлений в твёрдых телах
- физики некристаллических полупроводников
- оптоэлектроники
- гетероструктур
- электронографии
- явлений диффузии
- электронно-оптических преобразователей
- физики неравновесных электронных процессов в полупроводниках
- электронной спектроскопии в полупроводниках
- электрофотографии
- полупроводниковой квантовой электроники
- молекулярной спектроскопии
- электроники твёрдого тела
- инфракрасной фотоэлектроники и плазменных явлений
- диагностики поверхности
- эпитаксиальных и металлокерамических структур
- акустооптики
- кристаллофизики материаловедения
- оптической и фотоэлектрической диагностики полупроводниковых структур
- ядерных исследований
- физики высоких энергий
- физики источников космических лучей
- термодинамики физико-химических процессов
- физики и техники высоких напряжений
- физики композиционных структур
- экологической биофизики
- специализированных нестандартных систем контроля и качества
- хаоса в динамических системах

Также в структуру входят:
- отдел интеллектуальных систем приема, хранения и обработки информации,
- патентный отдел,
- отдел внедрения интеллектуальной собственности,
- отдел энциклопедического исследования физико-технических процессов, терминов и текстов,
- подразделение[уточнить] технологии наноразмерных материалов и структур,
- центр биофизики и смартматериалов[5].

## Сотрудники
В институте работает 853 сотрудника, из них 46 доктора наук.
- Аллахвердиев, Керим Рагим оглы — доктор физико-математических наук, профессор.
- Алиев, Максуд Исфандияр оглы — доктор физико-математических наук, главный научный сотрудник.
- Исмайлов, Фикрет Исмаил оглы — доктор физико-математических наук, старший научный сотрудник, руководитель лаборатории.
- Ибрагимов, Намик Ибрагим оглы — доктор физико-математических наук, старший научный сотрудник, руководитель лаборатории «Электрофотографии».
- Султанов, Гейс Джамшид оглы — доктор физико-математических наук, руководитель лаборатории «Резонансных явлений в твердых телах».
- Таиров, Бакир Аббас оглы — доктор физико-математических наук, старший научный сотрудник, руководитель лаборатории «Узкозонные полупроводники и высокотемпературные сверхпроводники».